# Florence Austral
Florence Austral, née le 16 avril 1892 à Melbourne et morte le 15 mai 1968 à Newcastle, est une soprano australienne, réputée pour son interprétation des rôles d'opéras wagnériens, bien qu'elle n'ait jamais chanté à Bayreuth.

## Biographie
Florence Mary Wilson est née le 16 avril 1892 à Richmond, un quartier de la banlieue sud de Melbourne. Elle adopte le surnom « Austral » en 1921, en honneur de sa patrie, l'Australie. Sur le plan des pures qualités vocales, elle ne connait guère de rivales avant l'arrivée de Kirsten Flagstad. Le jeu scénique ne constitue pas son point fort, et c'est par sa voix, et non son jeu, qu'elle caractérise ses personnages, ce qui donne toute leur valeur aux enregistrements que l'on possède de ses interprétations. Elle s'est produite à l'Austral Salon.
Elle-même, Germaine Lubin et Frida Leider sont considérées comme les grandes sopranos dramatiques wagnériennes de leur époque, aux côtés de Kirsten Flagstad, qui n'atteint les plus hautes sphères de la reconnaissance internationale que dans les années 1930. Parmi celles qui leur ont succédé, seules Birgit Nilsson et, à un moindre degré, Astrid Varnay et Martha Mödl, peuvent leur être comparées. 
Elle meurt le 15 mai 1968 à Mayfield dans la banlieue de Newcastle en Nouvelle-Galles du Sud